# Bremgarten Stadtgericht

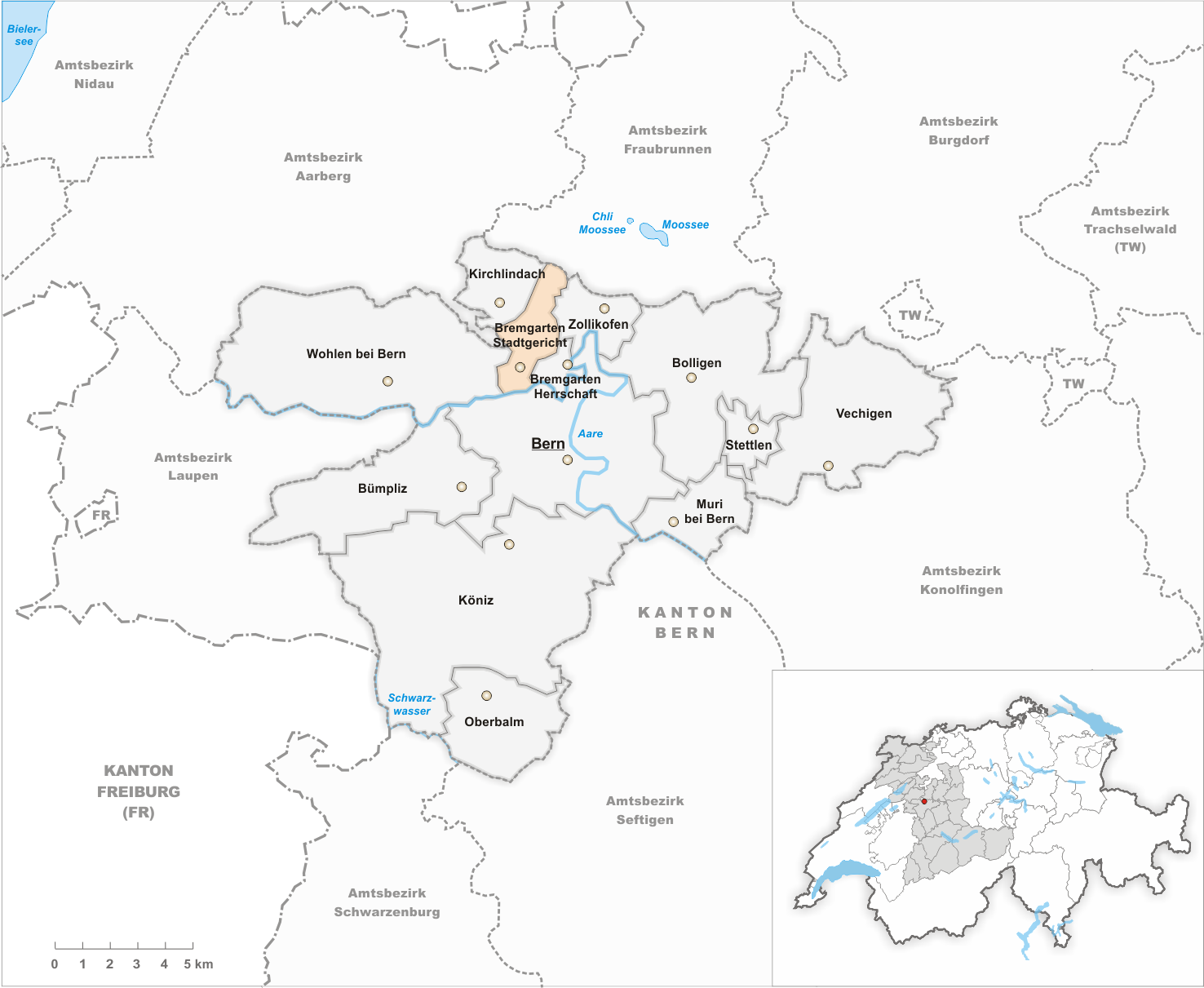
Gemeindestand vor der Fusion am 1. Januar 1880

Bremgarten Stadtgericht war eine selbstständige politische Gemeinde im Kanton Bern, im Bezirk Bern in der Schweiz. 1880 fusionierte die Gemeinde Bremgarten Stadtgericht mit der Gemeinde Kirchlindach (Teile von Ober- und Niederlindach sowie Herrenschwanden).